# بالدوینونوس
بالدوینونوس (نام علمی: Baldwinonus) نام یک سرده از تیره ماردندانان است.